# Enumeratio Plantarum Novarum
Enumeratio Plantarum Novarum (abreviado Enum. Pl. Nov.) es un libro ilustrado con descripciones botánicas que fue escrito conjuntamente por Friedrich Ernst Ludwig von Fischer y Carl Anton von Meyer. Fue publicado en 2 partes en los años 1841, 1842.